# 充血除去薬
充血除去薬（じゅうけつじょきょやく、充血除去剤、Decongestant）とは、上気道感染症による鼻詰まりを改善する医薬品のカテゴリーである。一般的な成分はプソイドエフェドリン（PSE）やフェニレフリンなど。鬱血除去薬、充血緩和薬とも。
これらはαアゴニストであり、0.05-0.1% の濃度で局所の血管を収縮させる。繊毛機能が損なわれるため、これらの薬剤を長期間使用し続けることは避けるべきである。

## 適応
成人の風邪の症状を改善しうる（エビデンスレベルB）。

## 一覧
以下の薬剤が一般的とされる。
- エフェドリン
- レボメタンフェタミン
- ナファゾリン
- オキシメタゾリン
- フェニレフリン
- フェニルプロパノールアミン (PPA)
- プロピルヘキセドリン
- プソイドエフェドリン（PSE） - いくつかの国ではOTC規制がある
- シネフリン
- テトラヒドロゾリン
- トラマゾリン
- キシロメタゾリン

以下は一般的ではない薬剤である。
- カファミノール
- シクロペンタミン
- エピネフリン
- フェノキサゾリン
- レボノルデフリン
- メフェンテルミン
- メチゾリン
- ノルエピネフリン
- ツアミノヘプタン
- チマゾリン